# Japan Open Tennis Championships 2008 - Qualificazioni singolare maschile
Le qualificazioni del singolare maschile del Japan Open Tennis Championships 2008 sono state un torneo di tennis preliminare per accedere alla fase finale della manifestazione. I vincitori dell'ultimo turno sono entrati di diritto nel tabellone principale. In caso di ritiro di uno o più giocatori aventi diritto a questi sono subentrati i lucky loser, ossia i giocatori che hanno perso nell'ultimo turno ma che avevano una classifica più alta rispetto agli altri partecipanti che avevano comunque perso nel turno finale.
Le qualificazioni del torneoJapan Open Tennis Championships  2008 prevedevano 24 partecipanti di cui 6 sono entrati nel tabellone principale.

## Teste di serie
1. Danai Udomchoke (Qualificato)
2. Alexander Peya (primo turno)
3. Robert Smeets (primo turno)
4. Brendan Evans (ultimo turno)
5. Martin Slanar (Qualificato)
6. Luka Gregorc (Qualificato)

1. Yuichi Ito (primo turno)
2. Ti Chen (ultimo turno)
3. Franco Skugor (ultimo turno)
4. Hiroki Kondo (primo turno)
5. Gouichi Motomura (ultimo turno)
6. Toshihide Matsui (ultimo turno)

## Qualificati
1. Danai Udomchoke
2. Cecil Mamiit
3. Yuichi Ito

1. Hiroki Kondo
2. Martin Slanar
3. Luka Gregorc

## Tabellone

### Legenda
| - Q = Qualificato - WC = Wild card - LL = Lucky loser | - ALT = Alternate - SE = Special Exempt - PR = Protected Ranking | - w/o = Walkover - r = Ritirato - d = Squalificato |

### Sezione 1
|  | Primo turno | Primo turno      | Primo turno      | Primo turno | Primo turno |  |  | Ultimo turno | Ultimo turno     | Ultimo turno | Ultimo turno | Ultimo turno |  |
|  |             |                  |                  |             |             |  |  |              |                  |              |              |              |  |
|  | 1           | Danai Udomchoke  | Danai Udomchoke  | 6           | 7           |  |  |              |                  |              |              |              |  |
|  |             | Junn Mitsuhashi  | Junn Mitsuhashi  | 2           | 5           |  |  | 1            | Danai Udomchoke  | 6            | 65           | 7            |  |
|  | 12          | Toshihide Matsui | Toshihide Matsui | 6           | 7           |  |  | 12           | Toshihide Matsui | 2            | 7            | 5            |  |
|  |             | Yang Tsung-hua   | Yang Tsung-hua   | 2           | 63          |  |  |              |                  |              |              |              |  |

### Sezione 2
|  | Primo turno | Primo turno    | Primo turno   | Primo turno | Primo turno |  |  | Ultimo turno | Ultimo turno  | Ultimo turno | Ultimo turno | Ultimo turno |  |
|  |             |                |               |             |             |  |  |              |               |              |              |              |  |
|  |             | Cecil Mamiit   | 614           | 6           | 7           |  |  |              |               |              |              |              |  |
|  | 2           | Alexander Peya | 7             | 4           | 64          |  |  |              | Cecil Mamiit  | 4            | 6            | 6            |  |
|  | 9           | Franco Skugor  | Franco Skugor | 6           | 6           |  |  | 9            | Franco Skugor | 6            | 3            | 4            |  |
|  |             | Hiroki Moriya  | Hiroki Moriya | 1           | 4           |  |  |              |               |              |              |              |  |

### Sezione 3
|  | Primo turno | Primo turno   | Primo turno   | Primo turno | Primo turno |  |  | Ultimo turno | Ultimo turno | Ultimo turno | Ultimo turno | Ultimo turno |  |
|  |             |               |               |             |             |  |  |              |              |              |              |              |  |
|  |             | Tasuku Iwami  | Tasuku Iwami  | 6           | 1           |  |  |              |              |              |              |              |  |
|  | 3           | Robert Smeets | Robert Smeets | 1           | 0r          |  |  | Tasuku Iwami | Tasuku Iwami | Tasuku Iwami | 7            | 5r           |  |
|  |             | Yuichi Ito    | 4             | 7           | 6           |  |  | Yuichi Ito   | Yuichi Ito   | Yuichi Ito   | 5            | 4            |  |
|  | 7           | Jun Woong-sun | 6             | 64          | 3           |  |  |              |              |              |              |              |  |

### Sezione 4
|  | Primo turno | Primo turno   | Primo turno   | Primo turno | Primo turno |  |  | Ultimo turno | Ultimo turno  | Ultimo turno | Ultimo turno | Ultimo turno |  |
|  |             |               |               |             |             |  |  |              |               |              |              |              |  |
|  | 4           | Brendan Evans | Brendan Evans | 6           | 3           |  |  |              |               |              |              |              |  |
|  |             | Jae-Sung An   | Jae-Sung An   | 2           | 0r          |  |  | 4            | Brendan Evans | 4            | 6            | 63           |  |
|  |             | Hiroki Kondo  | 6             | 4           | 7           |  |  |              | Hiroki Kondo  | 6            | 3            | 7            |  |
|  | 10          | Rohan Bopanna | 3             | 6           | 64          |  |  |              |               |              |              |              |  |

### Sezione 5
|  | Primo turno | Primo turno      | Primo turno      | Primo turno | Primo turno |  |  | Ultimo turno | Ultimo turno     | Ultimo turno     | Ultimo turno | Ultimo turno |  |
|  |             |                  |                  |             |             |  |  |              |                  |                  |              |              |  |
|  | 5           | Martin Slanar    | Martin Slanar    | 6           | 6           |  |  |              |                  |                  |              |              |  |
|  |             | Kento Takeuchi   | Kento Takeuchi   | 4           | 3           |  |  | 5            | Martin Slanar    | Martin Slanar    | 7            | 6            |  |
|  | 11          | Gouichi Motomura | Gouichi Motomura | 6           | 6           |  |  | 11           | Gouichi Motomura | Gouichi Motomura | 65           | 4            |  |
|  |             | Kyu-Tae Im       | Kyu-Tae Im       | 0           | 3           |  |  |              |                  |                  |              |              |  |

### Sezione 6
|  | Primo turno | Primo turno    | Primo turno    | Primo turno | Primo turno |  |  | Ultimo turno | Ultimo turno | Ultimo turno | Ultimo turno | Ultimo turno |  |
|  |             |                |                |             |             |  |  |              |              |              |              |              |  |
|  | 6           | Luka Gregorc   | Luka Gregorc   | 6           | 6           |  |  |              |              |              |              |              |  |
|  |             | Wang Yeu-tzuoo | Wang Yeu-tzuoo | 4           | 4           |  |  | 6            | Luka Gregorc | Luka Gregorc | 6            | 6            |  |
|  | 8           | Ti Chen        | Ti Chen        | 7           | 6           |  |  | 8            | Ti Chen      | Ti Chen      | 1            | 2            |  |
|  |             | Hyun-Woo Nam   | Hyun-Woo Nam   | 62          | 4           |  |  |              |              |              |              |              |  |